# Copaifera luetzelburgii
Copaifera luetzelburgii är en ärtväxtart som beskrevs av Hermann August Theodor Harms. Copaifera luetzelburgii ingår i släktet Copaifera, och familjen ärtväxter. Inga underarter finns listade i Catalogue of Life.